# Andre Wisdom
Andre Alexander Shaquille Wisdom (Leeds, 1993. május 9. –) angol labdarúgó.

## Sikerei, díjai

### Klub
- Red Bull Salzburg
  - Osztrák Bundesliga: 2016–17
  - Osztrák kupa: 2016–17

### Válogatott
- Anglia U16
  - Victory Shield: 2008

- Anglia U17
  - U17-es labdarúgó-Európa-bajnokság: 2010

### Egyéni
- U17-es labdarúgó-Európa-bajnokság – All-star csapat tagja: 2010